# جيمس وير (سياسي)
جيمس وير هو سياسي كندي، ولد في 5 أغسطس 1863، وتوفي في 8 أبريل 1949. انتخب عضو الجمعية التشريعية ألبرتا.